# Toni Thoms
Toni Thoms (* 14. Januar 1881 als Anton Thoms in München; † 13. November 1941 ebenda) war ein deutscher Komponist, Sänger, Musiker und Theaterleiter.

## Leben und Beruf
Anton ‚Toni‘ Thoms hatte noch vor der Jahrhundertwende seine künstlerische Ausbildung in seiner Heimatstadt München begonnen; seine Lehrer waren Josef Werner und Josef Rheinberger. Anschließend wirkte er als Violin-Cellist an der Münchner Hofkapelle und trat als Tenor-Buffo auf. Verpflichtungen führten ihn u. a. nach Freiburg im Breisgau, Erfurt, Colmar, Zürich, Augsburg und Nürnberg. In Regensburg war er 1917/18 an der Leitung des dortigen Stadttheaters beteiligt.
Schließlich wandte sich Thoms der kompositorischen Tätigkeit zu und schrieb u. a. Operetten (Die Frau von Korosin, Der Dorf-Caruso), eine Oper sowie eine Reihe von Soldatenliedern. 
1932 begann er seine Tätigkeit als Filmkomponist. Thoms verfasste Melodien und Untermalungen zu einer Reihe von volkstümlichen und älpischen Stoffen mit Lustspielcharakter – anfänglich überwiegend für die Inszenierungen von Franz Seitz senior, zuletzt nur noch für Joe Stöckel. Zum 1. Mai 1933 trat er der NSDAP bei (Mitgliedsnummer 1.726.641). Frühzeitig (1933/34) ließ er sich von den nationalsozialistischen Machthabern für tendenziöse Projekte (Komposition zu S.A. Mann Brand, Rolle in Um das Menschenrecht) einspannen. 
Thoms starb inmitten der Komposition zu dem weiß-blauen Schwank Der verkaufte Großvater; seine Arbeit wurde von dem Kollegen Hans Diernhammer vollendet.

## Filmmusiken (Auswahl)
- 1932: Der Schützenkönig
- 1933: Die blonde Christl
- 1933: Der Meisterdetektiv
- 1933: S.A. Mann Brand
- 1933: Ein Kuß in der Sommernacht
- 1933: Der Schuß am Nebelhorn
- 1934: Der Theaterbesuch
- 1934: Grenzfeuer
- 1934: Um das Menschenrecht (nur Schauspieler)
- 1934: Zwischen Himmel und Erde
- 1934: Die Frauen vom Tannhof
- 1934: Die Mühle im Schwarzwald
- 1935: Der Kampf mit dem Drachen
- 1935: Es waren zwei Junggesellen
- 1936: Die Drei um Christine
- 1936: Die Jugendsünde
- 1939: Der arme Millionär (nur Schauspieler)
- 1940: Das sündige Dorf
- 1941: Der scheinheilige Florian
- 1941: Der verkaufte Großvater